# Parasabecoides decellei
Parasabecoides decellei är en insektsart som beskrevs av Synave 1965. Parasabecoides decellei ingår i släktet Parasabecoides och familjen vedstritar.
Artens utbredningsområde är Elfenbenskusten. Inga underarter finns listade i Catalogue of Life.